# Flickorna på Uppåkra

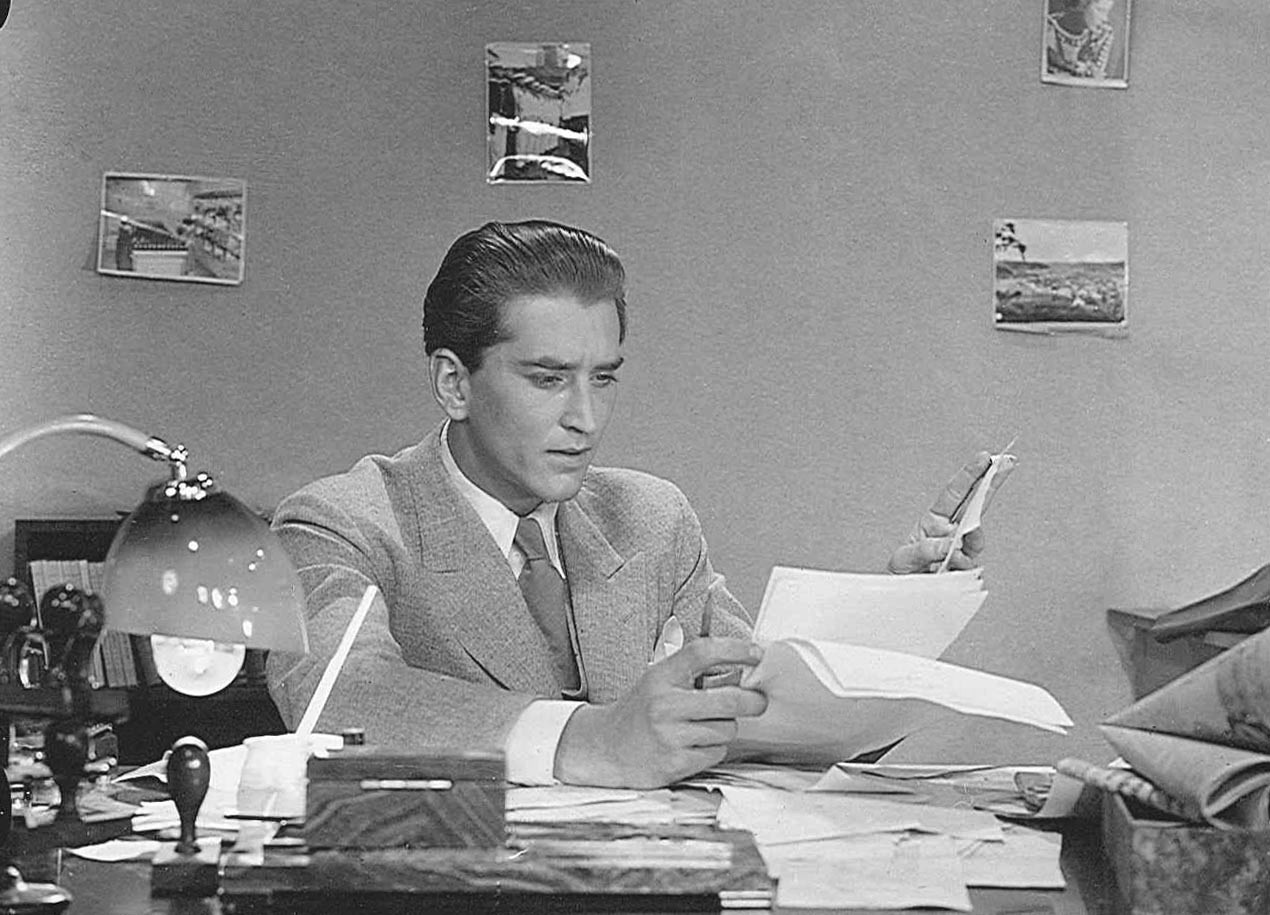
Lauritz Falk i rollen som Gunnar Broman.

Flickorna på Uppåkra är en svensk dramafilm från 1936 i regi av Alice Eklund och Lorens Marmstedt.

## Om filmen
Filmen premiärvisades 26 december 1936 i Stockholm, Göteborg och Malmö. Den spelades in vid Europa Studio i Sundbyberg med exteriörer från Ulriksdals travbana, Drottningholm och Stockholm av Olof Ekman. Som förlaga har man författaren Maja Jäderin-Hagfors roman Flickorna på Uppåkra som utgavs 1927.

## Roller i urval
- Stina Hedberg - Marie Brumell, änkefru
- Isa Quensel - Elsa Brumell, dotter
- Vera Valdor - Britta Brumell, dotter
- Marie-Louise Sorbon - Ann-Marie Brumell, dotter
- Ulla Sorbon - Svea Brumell, dotter
- Inga Jansson - Ingrid Brumell, dotter
- Dagmar Ebbesen - Kristina Broman
- Lauritz Falk - Gunnar Broman, hennes bror, journalist
- Semmy Friedmann - Erik Dahlberg, fru Brumells kusin, advokat
- Gösta Cederlund - Sten, godsägare på Stenhamra
- Olav Riégo - bankdirektör i Paris
- Mona Geijer-Falkner - torgkund
- Carl Deurell - Eriksson, handelsman
- Anna-Lisa Fröberg - Dahlbergs sekreterare
- Gösta Terserus - Lagström, landsfiskal

## Filmmusik i urval
- Admiral Stosch (Kungliga Kronobergs regementes paradmarsch), kompositör Carl Latann, instrumental.
- Spansk" sång, kompositör och text Lauritz Falk, sång Lauritz Falk
- Betty Boop-melodi, kompositör Manny Baer, sång Lauritz Falk och Marie-Louise Sorbon
- The Stars and Stripes Forever! (Under stjärnbaneret), kompositör John Philip Sousa, instrumental.